# Parco nazionale del mare dei Wadden (Danimarca)
Il parco nazionale del mare dei Wadden (in danese Nationalpark Vadehavet) è un'area naturale protetta che si trova sulla costa sudoccidentale della penisola dello Jutland, in Danimarca. Istituito nel 2010, protegge la porzione danese del mare dei Wadden ed è stato riconosciuto come patrimonio dell'umanità nel 2014.